# Seznam francoskih igralcev
Seznam francoskih igralcev.

## A
- Hiam Abbass (palestinsko-francoska)
- Paule Abecassis
- Simon Abkarian (armensko-francoski)
- Noée Abita
- Pauline Acquart
- Georges Adet
- Isabelle Adjani
- Renée Adorée
- Yves Afonso
- Anouk Aimée
- Raymond Aimos
- Nadine Alari
- Jeanne d'Alcy
- Michèle Alfa
- Catherine Allégret
- Mathieu Amalric
- Richard Anconina
- Anémone (Anne Bourguignon)
- Maï Anh Le
- Annabella (Suzanne Georgette Charpentier)
- André Antoine
- Louis Arbessier
- Pascale Arbillot
- Alexandre Arcady
- Fanny Ardant
- Julien Arruti
- Swann Arlaud
- Arletty (Léonie Marie Julie Bathiat)
- Armelle (Armelle Lesniak)
- Charlotte Arnould
- Antonin Artaud
- Ariane Ascaride
- Aure Atika
- Féodor Atkine
- Yvan Attal
- Pascal Aubier
- Jeanne Aubert
- Robert Auboyneau
- Michel Auclair
- Stéphane Audran
- Pascale Audret
- Claude Aufaure
- Claudine Auger
- Jean-Pierre Aumont
- Claude Autant-Lara
- Daniel Auteuil
- Kévin Azaïs
- Sabine Azéma
- Charles Aznavour

## B
- Jean-Pierre Bacri
- Sabine Bail
- Anthony Bajon
- Josephine Baker (ameriško-francoska)
- Josiane Balasko (Balašković)
- Alka Balbir
- Jean-François Balmer
- Bambou (Caroline Von Paulus)
- Édouard Baer
- François-Marie Banier
- Isaac de Bankolé
- Maurice Baquet
- Marc Barbé
- Christian Barbier
- Brigitte Bardot
- Odette Barencey
- François Baroin
- Fabienne Barraud
- Jean-Louis Barrault
- Marie-Christine Barrault
- Sandra Barry (Sandra Julien)
- Yves Barsacq
- Julie Bataille
- Olivier Barthélémy
- Sylvia Bataille (r. Maklès; 1. mož: G. Bataille, 2. J. Lacan)
- Harry Baur
- Micha Bayard
- Nathalie Baye
- Emmanuelle Béart
- Nadège Beausson-Diagne
- Nicolas Beaucaire
- Xavier Beauvois
- Alain Bécourt
- Ramzy Bédia
- Frédéric Beigbeder
- Alain Beigel
- Leïla Bekhti
- Alice Belaïdi
- Fadila Belkebla
- Marie Bell (Marie-Jeanne Bellon-Downey)
- Annie Belle
- David Belle
- Loleh Bellon
- Galatéa Bellugi
- Jean-Paul Belmondo (1933-2021)
- Valérie Benguigui
- Najaa Bensaid
- Didier Bénureau
- Julien Béramis
- Emmanuelle Bercot
- Anne Berest
- Charles Berling
- Sarah Bernhardt
- Bleuette Bernon
- Claude Berri
- Richard Berry (Richard Élie Benguigui)
- André Berthomieu
- Juliet Berto
- Andréa Bescond
- Ariel Besse-Atanoux
- Emma Besson
- Marc Betton
- Suzanne Bianchetti
- Sarah Biasini
- Jean-Luc Bideau
- Juliette Binoche
- Jane Birkin (angleško-francoska)
- Francis Blanche
- Louise Blachère
- Gérard Blain
- Michel Blanc
- Bernard Blancan
- Pierre Blanchar(d)
- Francis Blanche
- Charles Blavette
- Bernard Blier
- Roger Blin
- Emmanuelle Boidron
- Maxime Boidron
- Samir Boitard
- Olivia Bonamy
- Paul Bonifas
- Agathe Bonitzer
- Pascal Bonitzer
- Jacques Bonnaffé
- Sandrine Bonnaire
- Audrey Bonnet
- Eric Bonicatto
- Dany Boon
- Sami Bouajila
- Sigrid Bouaziz
- Élodie Bouchez
- Jacques Boudet
- Évelyne Bouix
- Michel Bouquet
- Frédéric Bourboulon
- Louise Bourgoin
- Myriam Bourguignon
- Antoine Bourseiller ?
- André Bourvil
- Jean-Christophe Bouvet
- Alain Bouvette
- Charles Boyer
- Céline Bozon
- Serge Bozon
- Marcel Bozzuffi
- Denis Braccini
- Claude Brasseur
- Pierre Brasseur (Pierre-Albert Espinasse)
- Zabou Breitman
- Béatrice Bretty
- Jean-Claude Brialy
- Pierre Brice
- Jean-Noël Brouté
- Patrick Bruel
- Valeria Bruni Tedeschi (italijansko-francoska)
- Iris Bry
- Carole Bouquet
- Blandine Bury
- Raymond Bussières

## C
- Stéphane Caillard
- Florence Loiret Caille
- Nicole Calfan
- André Calmettes
- Viviane Candas
- Isabelle Candelier
- Guillaume Canet
- Robert Cantarella
- Jacqueline Cantrelle
- Marianne Cantrelle
- Capucine (Germaine Lefebvre) (fr.-amer.)
- Éric Caravaca
- Julien Carette
- Renée Carl
- Jean Carmet
- Martine Carol (pr.i. Maryse Mourer)
- Leslie Caron
- Isabelle Carré
- María Casar
- Geneviève Casile
- Jean-Pierre Cassel (pr.i. J.-P. Crochon)
- Vincent Cassel
- Laetitia Casta
- Marie-Ange Casta
- Robert Castel
- Jacques Castelot (pr.i. J. Storms) (belg.-fr.)
- Pauline Caupenne
- Jean-Max Causse
- Alain Chabat
- Thomas Chabrol
- Timothée Chalamet
- Lolita Chammah
- Ronald Chammah
- Camille Chamoux
- Baptiste Charden
- Fernand Charpin
- Jacques Charrier
- Dominique Chaumet
- Monique Chaumette
- Micheline Cheirel
- Gérard Cherqui
- Maurice Chevalier
- Cristina Chiriac
- Chocolat (kubansko-francoski klovn)
- François Civil
- Aimé Clariond
- Danielle Clariond
- Gil Clary (Jeanne Fernande Conte)
- André Claveau
- Christian Clavier
- Aurore Clément
- Pierre Clémenti
- Ludivine Clerc
- Claudie Clèves
- Véra Clouzot
- François Cluzet
- Jean-Christophe Coanet
- Claudette Colbert
- Grégoire Colin
- Stéphane Collaro
- Lætitia Colombani
- Michel Constantin
- Eddie Constantine
- Henri Contet
- Jacques Copeau
- Annie Cordy
- Christelle Cornil
- Catherine Corsini
- Marion Cotillard
- Fanny Cottençon
- Clotilde Courau
- Nicole Courcel
- Emmanuel Courcol
- Nathalie Courval
- Mimi Coutelier
- Yamée Couture
- Michel Couvelard
- Darry Cowl
- Lola Créton
- Michel Creton
- Pascale Christophe
- Alain Cuny

## D
- Albert Dagnant
- Robert Dalban
- Beatrice Dalle
- François Damiens
- Lili Damita
- Audrey Dana
- Mireille Darc (r. Aigron)
- Robert Darène (1914-2016)
- Gérard Darmon
- Virginie Darmon
- Hélène Darras
- Jean-Pierre Darras
- Danielle Darrieux (1917-2017)
- Jean-Pierre Darroussin
- Françoise Dasque
- Joe Dassin
- Stéphanie Daub-Laurent
- Jean Dax
- Micheline Dax (1924-2014)
- Marie Déa
- Jamel Debbouze
- Emmanuelle Debever
- Yvonne De Bray
- Jean Debucourt
- Maximilien Decroux
- André Deed
- Christine Dejoux
- Pierre Deladonchamps
- Suzy Delair
- Lise Delamare
- Jean Delannoy (1908-2008)
- Christine Delaroche
- Benoît Delépine
- Alain Delon
- Danièle Delorme (pr.i. D. Girard)
- Albert Delpy
- Julie Delpy
- Xavier Deluc
- Christiane Delyne (ameriško-fr.)
- Pascal Demolon
- Mylène Demongeot
- Roland Demongeot
- Anaïs Demoustier
- Mathieu Demy
- Catherine Deneuve
- Jeanne Renée Deneuve (Simonot / Dorléac) (1911–2021)
- Gérard Depardieu
- Julie Depardieu
- Émilie Dequenne
- Stéphane Derdérian
- Caroline Deruas
- Vincent Desagnat
- Jean Desailly
- Nicole Desailly
- Véronique Deschamps
- Julie Desprairies
- Delphine Desyeux
- Armelle Deutsch
- Emmanuelle Devos
- Lola Dewaere
- Patrick Dewaere
- Aïssatou Diallo Sagna
- Lorella Di Cicco
- Frédéric Diefenthal
- Dora Doll
- Arielle Dombasle
- Solveig Dommartin (1961-2007)
- Jean-Claude Donda
- Simon Doniol-Valcroze
- Valérie Donzelli
- Françoise Dorléac
- Maurice Dorléac
- Renée Dorléac (Renée-Jeanne Simonot /Deneuve) (1911-2021)
- Sylvie Dorléac
- Isabelle Doval
- Valérie Dréville
- Jean-Claude Dreyfus
- Léa Drucker
- Danièle Dubroux
- Hélène Duc (1917–2014)
- Raymone Duchâteau (1896–1986)
- Jacques Dufilho (1914–2005)
- Huguette Duflos
- Jean Dujardin
- Jules Dujardin
- Charles Dullin
- Roger Dumas
- Sandrine Dumas
- Sissi Duparc
- Albert Dupontel
- Claudine Dupuis
- Philippe Duquesne
- Romain Duris
- André Dussollier
- Olivia Dutron
- Claude Duty
- Nicolas Duvauchelle

## E
- Virginie Efira
- Vincent Elbaz
- Pascal Elbé
- Jérémie Elkaïm
- Gabriel Elkaïm
- Osman Elkharraz
- Éric Elmosnino
- Ouassini Embarek
- Daniel Emilfork (čilsko-fr.)
- Pierre Etaix
- Adèle Exarchopoulos

## F
- Françoise Fabian
- Christine Fabréga
- Lucie Fagedet
- Claude Faraldo
- Bernard Farcy
- Nadia Farès
- Mylène Farmer
- Renée Faure
- Max Favalelli
- Elisa-Rachel Félix (Rachel)
- Marie-Sophie Ferdane
- Fernandel (Fernand-Joseph-Désiré Contadin)
- Raphaël Ferret
- René Féret
- Lolo Ferrari
- Andréa Ferréol
- Serge Feuillard
- Grégory Fitoussi
- Suzanne Flon
- Marina Foïs
- Élodie Fontan
- Delphine Forest
- Benoît Forgeard
- Sara Forestier
- Brigitte Fossey
- Cécile de France (belgijsko-fr.)
- Victor Francen (belgijsko-fr.)
- Ève Francis (belgijsko-fr.)
- Jean-Paul Frankeur
- Paul Frankeur
- Lucien Frégis
- Pierre Fresnay
- Catherine Frot
- Dominique Frot
- Yvonne Furneaux
- Louis de Funès

## G
- Jean Gabin
- Léa Gabriele
- Jean-Luc Gaget
- Charlotte Gainsbourg
- Lucien Gainsbourg
- Serge Gainsbourg
- Michel Galabru
- Jacques Galland
- Hélène Garaud
- José García (špansko-fr.)
- Nicole Garcia
- Esther Garrel
- Louis Garrel
- Micheline Gary
- Franck Gastambide
- Lannick Gautry
- Daniel Gélin
- Claude Gensac
- Charles Gérard
- Fanny Gilles
- Annie Girardot
- Bernard Giraudeau
- Ann-Gisel Glass
- Danielle Godet
- Judith Godrèche
- Yekaterina Golubeva (rusko-francoska)
- Juliette Gombert
- Jean-Claude de Goros
- Guillaume Gouix
- Manuela Gourary
- Olivier Gourmet
- Deborah Grall
- Juliette Gréco
- Eva Green
- Marika Green (švedsko-fr.)
- Anouk Grinberg
- Soufiane Guerrab
- Paul Guers
- Georges Guétary
- Daniel Guichard
- Yvette Guilbert
- Ferdinand Guillaume (Tontolini /Polidor) (francosko-italijanski)
- Henry Guisol (Bonhomme)
- Lucien Guitry (Germain)
- Sacha Guitry (rusko-francoski)

## H
- Isabelle Habiague
- Adèle Haenel
- India Hair
- Laeticia Hallyday
- Roger Hanin
- Mia Hansen-Løve
- Harry-Max
- Olivier Hémon
- Arnaud Henriet
- Jacques Herlin
- Gérard Hernandez
- Dan Herzberg
- Hafsia Herzi
- Catherine Hiegel
- Éléonore Hirt
- Ticky Holgado
- Catherine Hosmalin
- Robert Hossein
- Isabelle Huppert
- Francis Huster

## I
- Jacky Ido
- Eva Ionesco

## J
- Irène Jacob (Švica/Francija)
- Agnès Jaoui
- Brigitte Jaques-Wajeman
- Claude Jade
- Philippe du Janerand
- Véronique Jannot
- Agnès Jaoui
- François Jérosme
- Félicité Du Jeu
- Julie Jézéquel
- Marlène Jobert
- Alejandro Jodorowsky
- Alma Jodorowsky
- Lillemour Jonsson
- Chloé Jouannet
- Louis Jourdan
- Lisa Jouvet
- Louis Jouvet
- Marc Jolivet
- Pierre Jolivet
- Gérard Jugnot

## K
- Jean-Pierre Kalfon
- Valérie Kaprisky
- Anna Karina (Hanne Karin Bayer) (1940-2019) (dansko-francoska)
- Mathieu Kassovitz
- Philippe Katerine
- Abdellatif Kechiche
- Salim Kechiouche
- Lila Kedrova
- Claire Keim
- Gustave Kervern (& Benoît Delépin)
- Sandrine Kiberlain
- Jérôme Kircher
- Philippe Klébert
- Pom Klementieff
- Claude Koener (belgijsko-fr.)
- Roman Kolinka
- Véra Korène
- Hubert Koundé
- Nathalie Kousnetzoff

## L
- Barbara Laage
- Lou de Laâge
- Élina Labourdette
- Béatrice de La Boulaye
- Henri Labussière
- Ysabelle Lacamp
- Vincent Lacoste
- Ghalya Lacroix
- Guillaume Lacroix
- Thibault Lacroix
- Laurent Lafitte
- Marie Laforêt (Maitena Doumenach)
- Axelle Laffont
- Bernadette Lafont
- Pauline Lafont
- Corinne Lahaye
- Jérémie Laheurte
- Christophe Lambert
- Alexandra Lamy
- Audrey Lamy
- Alexia Landeau
- Michèle Laroque
- Philippe Laudenbach
- Carole Laure
- Denis Lavant
- Benjamin Lavernhe
- Philippe Lavot
- Claude Laydu (belg.-fr.-švic.)
- Jean-Pierre Léaud
- Frank Lebœuf
- Renée Le Calm (1918-2019)
- Patrice Leconte
- Bernard Le Coq
- Fernand Ledoux (1897-1993)
- Virginie Ledoyen
- Richard Leduc
- Jean Lefebvre
- Gaëlle Legrand
- Lekain (Henri Louis Cain) (1728–1778)
- Claude Lelouch
- Gilles Lellouche
- Philippe Lemaire
- Valérie Lemercier
- Alice de Lencquesaing
- Louis-Do de Lencquesaing
- Anne Le Nen
- Alain Lenglet
- Anne Le Ny
- Philippe Léotard
- Elsa Lepoivre
- Philippe Leroy
- Valérie Lesort
- François Levantal
- Thierry Lhermitte
- Max Linder (Gabriel Leuvielle)
- Natacha Lindinger
- Vincent Lindon
- Patrick Lizana
- Stéphanie Loïk
- Mich(a)el Lonsdale (angl.-fr.)
- Tanya Lopert
- Fabien Loris
- Jean-Pierre Lorit
- Luna Lou
- Fabrice Luchini
- Grégoire Ludig
- Françoise Lugagne
- Marcel Lupovici (Romun)
- Robert Lynen (1921-1944)

## M
- Moussa Maaskri (alžirskega rodu)
- Benoît Magimel
- Judith Magre
- François Maistre
- Maïwenn
- Joseph Malerba
- Gina Manès (Blanche Moulin)
- Héléna Manson
- Denis Manuel
- Jean Marais
- Marcel Marceau
- Sophie Marceau
- Georges Marchal (Georges Luis Lucot)
- Guy Marchand
- André Marcon
- Jean-Pierre Marielle
- Garance Marillier
- Anne Marivin
- Pio Marmaï
- Christian Marquand
- Tonie Marshall
- Jean-François Martial
- Stacy Martin
- Jean Martinelli
- Denis Martin-Laval
- Pierre-François Martin-Laval
- Fany Mary
- Renaud Mary
- Corinne Masiero
- Chiara Mastroianni
- Mireille Mathieu
- Milly Mathis (Émilienne Thomasini)
- Claire Maurier
- Mimie Mathy
- Mathilda May
- Juliette Mayniel
- Max Maxudian ("Max Algop M.")("armensko-francoski")
- Joséphine de Meaux
- Elli Medeiros
- Hélène Médigue
- André Méliès
- Georges Méliès (1861-1938)
- Monique Mélinand (1916-2012)
- Denis Ménochet
- Kad Merad
- Jean Mercanton
- Michèle Mercier (Jocelyne Mercier)
- Luc Merenda
- Macha Méril (Marie-Madeleine Gagarine)
- Noémie Merlant
- Serge Merlin
- Armand Mestral
- Paul Meurisse
- Éric Métayer
- Marc Michel
- Emmanuelle Michelet
- Charles Millot (pr.i. Velja Milojević)
- Miou-Miou (Sylvette Herry)
- Mistinguett
- Jean-Pierre Mocky (Mokiejewski)
- Aribert Mog
- Katia Moguy
- Pierre Mondy (Pierre Cuq)
- Silvia Monfort (1925-91)
- Chloé Mons
- Thibault de Montalembert
- Yves Montand (Ivo Livi)
- Max Montavon
- Blanche Montel
- Édouard Montoute
- Jeanne Moreau
- Jacques Morel
- Marguerite Moreno
- Michèle Morgan (1920-2016)
- Michèle Moretti
- Michele Morgan (pr.i.Simone Roussel)
- Ivan Mosjoukine (Mozžuhin) (rusko-fr.)
- Maxime Motte
- Océane Mozas
- Jules Auguste Muraire - Raimu
- Jean Murat
- Christine Murillo
- Musidora (Jeanne Roques)

## N
- Samy Naceri
- Philippe Nahon
- Géraldine Nakache
- Olivier Nakache
- Isabelle Nanty
- Marc di Napoli
- Stephane di Napoli
- Henri Nassiet
- Lucien Nat
- Marie-José Nat
- Carlo Nell (švic.-fr.)
- Georges Neri
- Chantal Neuwirth
- Guillaume Nicloux
- Magali Noël
- Philippe Noiret
- Philippe Normand
- Line Noro
- Nadine Nortier
- Serge Nubret

## O
- Roland Oberlin
- Bulle Ogier
- Sabrina Ouazani
- Gérard Oury
- Maria Ouspenskaya
- Jean Ozenne (1898-1969)
- Madeleine Ozeray

## P
- Genevie`ve Page (r. Bonjean)
- Géraldine Pailhas
- Christophe Paou
- Alysson Paradis
- Vanessa Paradis
- Anne Parillaud
- Christine Pascal
- Frédéric de Pasquale
- Antonio Passalia
- Stéphanie Pasterkamp
- Adrienne Pauly
- Rodolphe Pauly
- Lisa Pelikan
- Hélène Perdrière
- François Périer
- Denise Péron
- Francis Perrin
- Jacques Perrin
- Valérie Perrin
- Fred Personne
- Julien Pestel
- Karin Petersen
- Benoît Peverelli
- Elsa Pharaon
- Gérard Philipe
- Maurice Pialat
- Jean Piat
- Michel Piccoli (1925-2020)
- Frédéric Pierrot
- Roger Pigaut
- Marie Pillet
- Stéphanie Pillonca-Kervern
- Jacques Pills
- Dominique Pinon
- Emilie Pipponier
- Marie-France Pisier
- Bruno Podalydès
- Clémence Poésy
- Jean Poiret
- Laurent Poitrenaux
- Vimala Pons
- Clara Ponsot
- Alexia Portal
- Melvil Poupaud
- Éléonore Pourriat
- Pérette Pradier
- Aylin Prandi
- Micheline Presle
- Françoise Prévost
- Suzy Prim
- Yvonne Printemps
- Bruno Putzulu

## Q
- Sophie Quinton
- Frédéric Quiring

## R
- Olivier Rabourdin
- Tahar Rahim
- Raimu (Jules Auguste Muraire)
- Guy Rapp
- Anne-Marie Rassam (libanonsko-fr.)
- Julien Rassam
- Jean-François Rauger
- Quito Rayon Richter
- Martial Raysse
- Aurélien Recoing
- Serge Reggiani (it. rodu)
- Gabrielle Réjane
- Chloé Réjon
- Albert Rémy
- Simone Renant
- Colette Renard
- Isabelle Renauld
- Madeleine Renaud
- Jérémie Renier
- Yves Rénier
- Jean Reno (Juan Moreno y Herrera–Jiménez)
- Pierre Renoir
- Judith Reval
- Max Révol
- Jean-Michel Ribes
- Claude Rich
- Pierre Richard
- Jean Rigaux
- Solène Rigot
- Marc Rioufol
- Jacques Rispal
- Emmanuelle Riva
- André Roanne
- Yves Robert
- Dany (Dani`ele) Robin
- Michel Robin
- Madeleine Robinson
- Pascale Rocard
- Stéphane Roche
- Christiane Rochefort
- Jean Rochefort
- Micheline Rolla
- Viviane Romance
- Beatrice Romand
- Maurice Ronet
- Axelle Ropert
- Noël Roquevert
- Jeanne Rosa
- Françoise Rosay
- Christophe Rossignon
- Julie-Amour Rossini
- Philippine de Rothschild
- Vincent Rottiers
- Jean-Marc Roulot
- Anne Roumanoff
- Henry Roussel
- Nathalie Roussel
- Agathe Rousselle
- Jean-Paul Rouve
- André Rouyer
- Éric Ruf
- Jean-Yves Ruf
- Philippe Ruggieri
- Camille Rutherford

## S
- Ludivine Sagnier
- Lani Sagoyou
- Renée Saint-Cyr
- Emmanuel Salinger
- Catherine Salée
- Céline Sallette
- Louis Salou
- Bruno Sanches
- Dominique Sanda
- Didier Sandre
- Jacques Santi
- Éric Savin
- Nemo Schiffman
- Valérie Schlumberger
- Maria Schneider (1952-2011)
- Betty Schneider
- Claude-Michel Schönberg
- Emmanuel Schotté
- Maurice Schutz (1866-1955)
- Jean Seberg (ameriško-francoska)
- Rolande Ségur
- Emmanuelle Seigner
- Sophie Semin (žena Petra Handkeja)
- Jacques Sernas (1925-2015) Jokūbas Bernardas Šernas (litovsko-franc.-it.)
- Michel Serrault
- Adrienne Servantie
- Hélène Seuzaret
- Léa Seydoux
- Delphine Seyrig
- Clément Sibony
- Julie Sicard
- Simone Signoret (Simone Henriette Charlotte Kaminker)
- Luc Simon
- Michel Simon
- Simone Simon
- Renée-Jeanne Simonot (Jeanne Renée Deneuve /Dorléac) (1911-2021)
- Guillaume Siron
- Laura Smet
- Soko
- Suzy Solidor
- Cécile Sorel
- Jean Sorel
- Lina Soualem
- Mouna Soualem
- Zinedine Soualem
- Agnès Spaak (fr.-it.)
- Catherine Spaak (fr.-it.)
- Josiane Stoléru
- Sarah Suco
- Steve Suissa
- Brigitte Sy
- Omar Sy
- Sylvie (Louise Pauline Mainguené)

## T
- Odette Talazac
- François-Joseph Talma
- Bernard Tapie
- Irina Tarassov
- Jacques Tati (Taticheff) (rus. rodu)
- Audrey Tautou
- Nils Tavernier
- Katia Tchenko (Catherine Kraftschenko) (rus. rodu)
- Laurent Terzieff (pr.i. Laurent Tchemerzine) (rus. rodu)
- Fred Testot (Frédéric Giacomo Testo)
- Sébastien Thiéry
- Mélanie Thierry
- Arlette Thomas
- André Thorent (1922-2015)
- Jean Tissier
- Alice Tissot
- Jacques Toja
- Pierre Tornade
- Philippe Torreton
- Anouar Toubali
- Tran Nu Yên-Khê
- Zineb Triki
- Jean-Louis Trintignant (1930-2022)
- Marie Trintignant (1962-2003)
- Massimo Troisi
- Laurent Tuel

## U
- Gaspard Ulliel

## V
- Marine Vacth
- Christian Vadim
- Caterina Valente
- Arnaud Valois
- Simone Valère
- María Valverde (špan.-fr.)
- Charles Vanel
- Michael Vartan
- Anamaria Vartolomei
- Lino Ventura (italijansko-francoski)
- Louis Verneuil
- Anne Vernon
- Suzy Vernon
- Odile Versois
- Florence Viala
- Boris Vian
- Karin Viard
- Henri Vidal
- Julia Vignali
- Luce Vigo
- Marthe Villalonga
- Franck Villard
- Hervé Villechaize
- Jacques Villeret
- Michel Vitold
- Judith Vittet
- Marina Vlady
- Alexandre Volkoff
- Odile Vuillemin

## Y
- Souheila Yacoub
- Jean Yanne
- Michaël Youn

## W
- Eric Wapler
- Anne Wiazemsky
- André Wilms
- Georges Wilson
- Lambert Wilson
- Jean-Marie Winling
- Claude Winter
- Stéphan Wojtowicz
- Bruno Wolkowitch
- Maud Wyler

## Z
- Coraly Zahonero
- Dominique Zardi
- Roschdy Zem
- Claude Zidi
- Pierre Zimmer
- Jean-Pierre Zola
- Elsa Zylberstein